# Verrallina seculata
Verrallina seculata är en tvåvingeart som beskrevs av Menon 1950. Verrallina seculata ingår i släktet Verrallina och familjen stickmyggor. Inga underarter finns listade i Catalogue of Life.